# Mirmande
Mirmande é uma comuna francesa na região administrativa de Auvérnia-Ródano-Alpes, no departamento de Drôme. Estende-se por uma área de 26,45 km². Em 2010 a comuna tinha 598 habitantes (densidade: 22,6 hab./km²).
Pertence à rede das As mais belas aldeias de França.